# Liste der Kulturdenkmale in Grebin
In der Liste der Kulturdenkmale in Grebin sind alle Kulturdenkmale der schleswig-holsteinischen Gemeinde Grebin (Kreis Plön) und ihrer Ortsteile aufgelistet (Stand: 10. März 2025).

## Legende
In den Spalten befinden sich folgende Informationen:
- Objekt-ID: die Nummer des Kulturdenkmales
- Lage: die Adresse des Kulturdenkmales und die geographischen Koordinaten. Kartenansicht, um Koordinaten zu setzen. In der Kartenansicht sind Kulturdenkmale ohne Koordinaten mit einem roten Marker dargestellt und können in der Karte gesetzt werden. Kulturdenkmale ohne Bild sind mit einem blauen Marker gekennzeichnet, Kulturdenkmale mit Bild mit einem grünen Marker.
- Offizielle Bezeichnung: Bezeichnung des Kulturdenkmales
- Beschreibung: die Beschreibung des Kulturdenkmales
- Bild: ein Bild des Kulturdenkmales

## Sachgesamtheiten
| Objekt-ID | Lage                                               | Offizielle Bezeichnung | Beschreibung | Bild |
| --------- | -------------------------------------------------- | ---------------------- | --- | ---- |
| 50285     | Brekels 1, 2-4, 3-5 (54° 14′ 27″ N, 10° 28′ 41″ O) | Gutskaten Brekels      | Gutskaten Grebin; um 1800 u. 1894; Gruppe von drei ehem. Gutskaten mit Nebengebäuden, südlich Fachwerkkate von um 1800 und zwei baugleiche, sich gegenüberliegende Backstein-Doppelkaten von 1894 - Begründung: geschichtlich, Kulturlandschaft prägend - Schutzumfang: Kate mit Speicher (Brekels 1), Doppelkate mit nördlichem und südlichem Nebengebäude (Brekels 2-4), Doppelkate mit nördlichem und südlichem Nebengebäude (Brekels 3-5) | BW   |

## Bauliche Anlagen
| Objekt-ID     | Lage                                            | Offizielle Bezeichnung     | Beschreibung | Bild                                    |
| ------------- | ----------------------------------------------- | -------------------------- | --- | --------------------------------------- |
| 5379 Wikidata | Behler Weg 3 (54° 11′ 47″ N, 10° 29′ 19″ O)     | Windmühle                  | Die Windmühle wurde 1851, als dritte Mühle (seit 1750) an dieser Stelle, durch den Mühlenbauer Carl Friedrich Trahn aus Neustadt in Holstein errichtet. Sie wurde bis 1947 betrieben, wobei der Windantrieb zuletzt durch einen Elektroantrieb ersetzt wurde. 1963 wurde die Mühle von der Gemeinde Grebin erworben. Seit Mai 2016 ist die Mühle auf 25 Jahre vermietet und Teil des „ErlebnisReich Gestüt Schierensee“. Sie beherbergt nun das Bistro/Café „To’n Windbüdel“. Alteintragung (Aktualisierung vorgesehen) - Begründung: geschichtlich, technisch, Kulturlandschaft prägend - Schutzumfang: gesamtes Objekt - Denkmaltyp: Bauliche Anlage | weitere Fotos \| Fotos hochladen        |
| 5380          | Dorfstraße 45 (54° 11′ 52″ N, 10° 30′ 0″ O)     | Doppelkate                 | Doppelkate; um 1800; langgestreckter, eingeschossiger Fachwerkbau in Traufenstellung mit reetgedecktem Walmdach, abgeschleppte Lukengaube auf dem östlichen Walm - Begründung: geschichtlich, Kulturlandschaft prägend - Schutzumfang: gesamtes Objekt - Denkmaltyp: Bauliche Anlage | BW                                      |
| 5387 Wikidata | Försterei 2 – 2a (54° 12′ 43″ N, 10° 29′ 24″ O) | Forsthaus „Liebeseele“     | Alteintragung (Aktualisierung vorgesehen) - Begründung: Alteintragung (Aktualisierung vorgesehen) - Schutzumfang: Alteintragung (Aktualisierung vorgesehen) - Denkmaltyp: Bauliche Anlage | BW                                      |
| 5388 Wikidata | Försterei 2 – 2a (54° 12′ 43″ N, 10° 29′ 24″ O) | Schafstall (der Försterei) | Alteintragung (Aktualisierung vorgesehen) - Begründung: Alteintragung (Aktualisierung vorgesehen) - Schutzumfang: Alteintragung (Aktualisierung vorgesehen) - Denkmaltyp: Bauliche Anlage | BW                                      |
| 50957         | Försterei 6 ()                                  | Moorkate                   | Aktualisierung vorgesehen - Begründung: geschichtlich, Kulturlandschaft prägend - Schutzumfang: gesamtes Objekt - Denkmaltyp: Bauliche Anlage | Direkt Bild zu diesem Denkmal hochladen |
| 5389 Wikidata | Gut Schönweide (54° 13′ 33″ N, 10° 29′ 15″ O)   | Torhaus                    | Torhaus; 1755, vermutlich G. Greggenhofer; lang gestreckter Backsteinbau mit Satteldächern und turmartigem Torrisalit, Rundbogendurchfahrt und Rokoko-Ornamentik, jüngeres Zeltdach mit Türmchen; äußere Gebäudeteile 1901–06; Zufahrt mit Backsteinmauern - Begründung: geschichtlich, künstlerisch, Kulturlandschaft prägend - Schutzumfang: Torhaus, Zufahrtsmauern - Denkmaltyp: Bauliche Anlage | Fotos hochladen                         |
| 5381          | Karlshöhe 5 (54° 12′ 9″ N, 10° 29′ 4″ O)        | Fachwerkkate               | Fachwerkkate; um 1800; eingeschossiger traufständiger Fachwerkbau mit reetgedecktem Walmdach, Nordostseite mit steilem Schopfwalm - Begründung: geschichtlich, Kulturlandschaft prägend - Schutzumfang: gesamtes Objekt - Denkmaltyp: Bauliche Anlage | BW                                      |
| 5382          | Schulweg 19 (54° 12′ 10″ N, 10° 28′ 56″ O)      | Fachwerkkate               | Fachwerkkate; im Kern 2. Hälfte 17. Jh.; langgestreckter, eingeschossiger Fachwerkbau mit reetgedecktem Walmdach, Vorderkübbungen und Heckschur - Begründung: geschichtlich, Kulturlandschaft prägend - Schutzumfang: gesamtes Objekt - Denkmaltyp: Bauliche Anlage | BW                                      |

## Quelle
- Liste der Kulturdenkmale in Schleswig-Holstein – Kreis Plön (PDF)

- Karte mit allen Koordinaten:
- OSM |
- WikiMap